# Ministerio de Educación Nacional y Formación Profesional (Haití)
El Ministerio de Educación Nacional y Formación Profesional (en francés: Ministère de l'Éducation nationale, et de la Formation Professionnelle) es el encargado de la formación profesional y educación en el país caribeño.
Debido al cierre de las escuelas durante la pandemia de COVID-19 el MENFP lanzó la plataforma educativa digital PRACTIC, que sin embargo tuvo algunos problemas en su implementación. Uno de los problemas señalados es que buena parte de la población no tiene energía eléctrica ante lo cual el ministerio anunció que las clases serían guardadas y compartidas en dispositivos de almacenamiento a los estudiantes.